# Arnold van Ruler
Arnold Albert van Ruler (Apeldoorn, 10 december 1908 – Utrecht, 15 december 1970) was een Nederlands theoloog. Van Ruler was aanvankelijk predikant, vanaf 1947 was hij hoogleraar aan de Rijksuniversiteit Utrecht. Hij was verbonden aan de Nederlandse Hervormde Kerk.

## Levensloop
Na de middelbare school studeerde Van Ruler theologie aan de Rijksuniversiteit Groningen. Na voltooiing van zijn studie werd hij in 1933 predikant in Kubaard (Friesland). In 1940 werd hij predikant van de hervormde gemeente van Hilversum. Na de oorlog, in 1947, promoveerde hij bij professor Theodorus Lambertus Haitjema. Zijn dissertatie was getiteld De vervulling van de wet en had Van Rulers visie op het koninkrijk van God tot onderwerp. In datzelfde jaar werd hij ook benoemd tot hoogleraar vanwege de Nederlandse Hervormde Kerk aan de rijksuniversiteit te Utrecht. Zijn leeropdracht omvatte de vakken dogmatiek en christelijke ethiek.
Van Ruler was zeer betrokken bij de ontwikkeling in de Nederlandse Hervormde Kerk. Hij werkte mee aan de totstandkoming van de nieuwe kerkorde die in 1951 gereed kwam. Daarin weerspreekt de kerk alles wat haar belijden aantast. Deze kerkorde maakte het uitoefenen van leertucht in beginsel weer mogelijk.
Van Ruler was direct na de Tweede Wereldoorlog, net als bijvoorbeeld Hendrikus Berkhof en Jan Buskes, heel intensief betrokken op de inrichting van de samenleving en de ordening van de staat. Hij was en bleef, in tegenstelling tot bijvoorbeeld Berkhof, een overtuigd aanhanger van de theocratie en was de drijvende kracht achter de Protestantse Unie, een politieke partij die in 1946 zonder succes aan de Tweede Kamerverkiezingen meedeed en daarna tot 1989 voortbestond als studieclub. Van Ruler had echter ook belangstelling voor het dagelijks leven. Hij was bepaald niet uitsluitend een studeerkamergeleerde. Hij had veel waardering, ondanks de zonde en het leed in de wereld, voor de schepping en het aardse leven. In veel van zijn publicaties worden woorden als 'feest' of 'vreugde' aangetroffen.
Van Ruler trad veel op de voorgrond: In de media was hij regelmatig present. Voor de AVRO hield hij 25 jaar lang wekelijks een morgenwijding op de radio. Daarnaast heeft hij veel gepubliceerd.
In de laatste jaren van zijn leven was hij zeer bezorgd over de ontwikkelingen in de kerk. Deze bezorgdheid kwam mede tot uitdrukking in zijn betrokkenheid bij de aanloop naar Het getuigenis van 1973. Weliswaar heeft hij het verschijnen ervan niet meer meegemaakt. Zijn vrouw behoorde, evenals bijvoorbeeld professor Gerrit Cornelis van Niftrik, wel tot de ondertekenaars. In Het getuigenis werd gewaarschuwd tegen de ontaarding van de kerk en de prediking in een overmaat aan politieke en maatschappelijke betrokkenheid. Het evangelie wil geen politiek bedrijven, maar is een heilsboodschap met zicht op een andere wereld. De verzoening met God staat in het evangelie centraal.
Eind 1970 overleed Arnold van Ruler plotseling aan de gevolgen van een hartinfarct, hij werd 62 jaar oud. Hij is in Utrecht begraven.

## Theologie

### De plaats van de schepping
Hoewel Van Ruler aanvankelijk een volgeling van Karl Barth was, is hij zich later kritisch tot hem gaan verhouden. Zo verzette hij zich tegen de grote rol van de soteriologie (de leer aangaande de redding van de mens) in de theologie van Barth. Voor Barth heeft de schepping de verlossing als doel. Volgens Van Ruler is het andersom: de schepping en de mens zijn het doel, de verlossing is slechts een (noodzakelijk) interim. De geschapen wereld en de mens heeft ook een eigen waarde, los van het verlost zijn door Christus, en moet positief gewaardeerd worden. Niet de wereld maar de zonde zorgen voor een vervreemding van God. Uiteindelijk zal de geschapen wereld dan ook niet worden opgeheven (of opnieuw uit niets geschapen), maar worden hernieuwd, herschapen. Het rijk van God is dan ook nu al aanwezig, door de Heilige Geest. 

### Theonome reciprociteit
Van Ruler stelt in zijn originele bijdrage  ‘Structuurverschillen tussen het christologische en het pneumatologische gezichtspunt’ de pneumatologie (het werk van de Geest) naast de soteriologie (de leer van de redding). In de pneumatologie is er plaats voor een positieve waardering van de huidige wereld en heeft de mens deel aan de toekomstige wereld. Door het werk van de Heilige Geest wordt de mens, ten volle betrokken in de zaak die God heeft op aarde. Dat noemt hij theonome reciprociteit. Met deze term wil tot uitdrukking brengen dat de eigenheid van God en mens volledig intact blijven in hun onderlinge relatie. Door het werk van de Geest kan de mens met God mee willen, mee beslissen en mee regeren, omdat God (door de Geest) in hem woont. 

### Christologisch intermezzo
Wanneer de toekomstige wereld aanbreekt is - volgens Van Ruler - de verlossende werking van Christus niet langer nodig en zal ook de Geest niet langer nodig zijn. Daarom is er bij Van Ruler na het eschaton, als de schepping voltooid wordt in het Koninkrijk van God, geen plaats meer voor de Middelaar. Dan wordt de incarnatie ongedaan gemaakt en treedt de Zoon terug in de Drie-eenheid (Triniteit). De noodmaatregel, de incarnatie, wordt ongedaan gemaakt. Dit wordt christologisch intermezzo genoemd. Deze gedachtegang heeft te maken met Van Rulers radicaliteit van de verzoening. De zonde is voorbij, dus Christus is als Verzoener van de zonde niet meer nodig. Nu is de Middelaar echter nog wel nodig, alles drááit om de Middelaar maar het gáát om het Koninkrijk van God. Alles van de kerk, alles wat daar gebeurt is noodzakelijk en ook puur functioneel. Ook de Geest heeft deel aan het intermezzo. Wanneer we God kennen van aangezicht tot aangezicht, dan behoeven we niet langer de toepassing van de Geest. Ook de Geest treedt dan terug in het wezen van de Drie-eenheid. Van Ruler had een provocerende manier van schrijven. Het is dan ook de vraag of in hoeverre hij werkelijk instond voor het intermezzo van Christus en de Geest, een idee dat reeds met bisschop Marcellus van Ancyra veroordeeld was. Van deze veroordeling was hij ongetwijfeld op de hoogte.

### Theocratie
Volgens J.P. de Vries, die op Van Rulers gedachten over theocratie promoveerde, zag Van Ruler de theocratie als een wezenlijk element in zijn denken dat hij overal ter sprake bracht. Theocratie is - volgens Van Ruler - de heerschappij van God door Christus vanaf het kruis, vanuit de hemel over de aarde. Bij Van Ruler is theocratie een gestalte van het toekomende rijk van God. In de theocratie gaat het om de kerstening van het hele leven, volk en natie. Volgens De Vries verwart Van Ruler de huidige structuren van de staat met het Rijk Gods waarop hij vooruitgrijpt.

## Receptie
De praktische theoloog Jacob Jan Rebel promoveerde in 1981 op Van Ruler en gebruikte de theologie van Van Ruler voor zijn concept van pneumatisch pastoraat. Niet alleen voor het pastoraat, ook voor de homiletiek is Van Rulers bijdrage aan de theologie van belang. De Zwitserse homileet Rudolf Bohren heeft Van Rulers gedachten hierover verwerkt in zijn homiletisch werk Predigtlehre.

## Enkele opmerkelijke uitspraken van Van Ruler
- Wee ons, wanneer wij bitter ernstig worden. Het menselijk vat wordt dan zeker te klein voor de goddelijke inhoud.
- Er zijn mensen die nooit naar de kerk gaan, maar wel zeggen gelovig te zijn. Ze zijn te vergelijken met mensen die van muziek houden, maar nooit een concert bezoeken.
- Ware rust is niet rust van het werk, maar rust in het werk.
- De Heilige Geest is met Johan Cruijff te vergelijken. Hij pingelt overal tussendoor en komt waar hij wezen wil.
- De Here God is net Johan Cruijff. Om een spel te spelen heeft Cruijff 21 andere mensen nodig. Zo heeft God ook mensen nodig, maar Hij maakt wél het spel. De een is van de ander afhankelijk maar ieder speelt zijn eigen rol.
- Een goede preek is als een roltrap. Deze brengt je automatisch op de hoogte van het heil, al zul je zelf weleens een stapje moeten doen.
- De ware zondagsheiliging is 's morgens de kerkdienst,'s middags de Galgenwaard en 's avonds de leerdienst.

## Werken
- Religie en Politiek - Nijkerk 1945
- Visie en vaart
- De Vervulling van de Wet: Een dogmatische studie over de verhouding van openbaring en existentie - Nijkerk 1947
- Sta op tot vreugde - Nijkerk 1947
- Droom en gestalte - Amsterdam 1947
- Verhuld bestaan - Nijkerk 1949
- Die christliche Kirche und das Alte Testament - München 1955
- Reformatorische opmerkingen in de ontmoeting met Rome - Hilversum 1965
- Dwaasheden in het leven, eerste deel - Nijkerk z.j. (over Prediker 1 - 8)
- Dwaasheden in het leven, tweede deel - Nijkerk z.j. (over Prediker 9 - 12)
- Ik geloof - Nijkerk z.j.
- Op gezag van een apostel - Nijkerk 1971 (over Romeinen 12 en 13)
- The Christian Church and the Old Testament - Michigan 1971
- Het leven een feest - Nijkerk 1972
- Over de Psalmen gesproken - Nijkerk 1973
- Dichter bij Marcus. Over het evangelie naar Marcus 1-8 - Nijkerk 1974
- Reidans. Adventsmeditaties - Nijkerk 1974
- Waarom zou ik naar de kerk gaan? - Nijkerk z.j. (1971)
- De meeste van deze is de liefde - Den Haag 1975
- De dood wordt overwonnen - Nijkerk 1986 (over 1 Corinthen 15)
- Na 100 jaar Kromstaf, onze houding tegenover Rome - Den Haag z.j.
- Vertrouw en geniet (16 toespraken over Jezus Christus en de wereld) - Den Haag z.j.